# برد پرزحمت
بُرد پُرزحمت (انگلیسی: Squeaks and Squawks) یک فیلم کمدی صامت کوتاه آمریکایی به کارگردانی نوئل ام. اسمیت است که در سال ۱۹۲۰ منتشر شد. از بازیگران این فیلم می‌توان به اولیور هاردی و جیمی اوبری اشاره کرد.